# Mato Aie
Mato Aie is een bestuurslaag in het regentschap Padang van de provincie West-Sumatra, Indonesië. Mato Aie telt 12.038 inwoners (volkstelling 2010).